# مسلم رستمی‌ها
مسلم رستمی‌ها (زادهٔ ۱۸ ژوئن ۱۹۹۲) یک بازیکن فوتبال اهل ایران است. کاپیتان تیم ملی فوتسال ایران بوده 
از باشگاه‌هایی که در آن بازی کرده‌است می‌توان به باشگاه فوتسال گسترش فولاد تبریز و شهرداری تبریز اشاره کرد.